# Bouée
Bouée (bret. Bozeg, gallo Bóey) – miejscowość i gmina we Francji, w regionie Kraj Loary, w departamencie Loara Atlantycka.
Według danych na rok 2010 gminę zamieszkiwało 860 osób, a gęstość zaludnienia wynosiła 40 osób/km².